# روسل باخ
روسل باخ (به آلمانی: Rüsselbach) یک منطقهٔ مسکونی در آلمان است که در ایگنسدورف واقع شده‌است. روسل باخ ۹۵۰ نفر جمعیت دارد.